# Franz Tratter
Franz Tratter (* 4. Juni 1923 in Steinerberg; † 1. Juni 1997 in Klagenfurt) war ein österreichischer Politiker und Abgeordneter des österreichischen Bundesrats.
Nach dem Besuch der Pflichtschule und der Hauptschule besuchte er die kaufmännische Berufsschule in Klagenfurt. Nach dem Schulabschluss wurde kaufmännischer Angestellter, Bau- und Möbeltischler und Landesparteisekretär der SPÖ in Kärnten.
Während seiner Zeit als Mitglied des Bundesrates vom 29. November 1971 bis zum 30. Juni 1983 war Tratter zweimal, 1. Juli 1978 – 31. Dezember 1978 und 1. Januar 1983 – 30. Juni 1983, dessen Vorsitzender.
Weiterhin war er Mitglied des Gemeinderates der Stadt Völkermarkt 1958–1964, Kurator der Kärntner Landeshypothekenanstalt 1965–1971 sowie Präsident des ARBÖ Völkermarkt.